# Big Muff

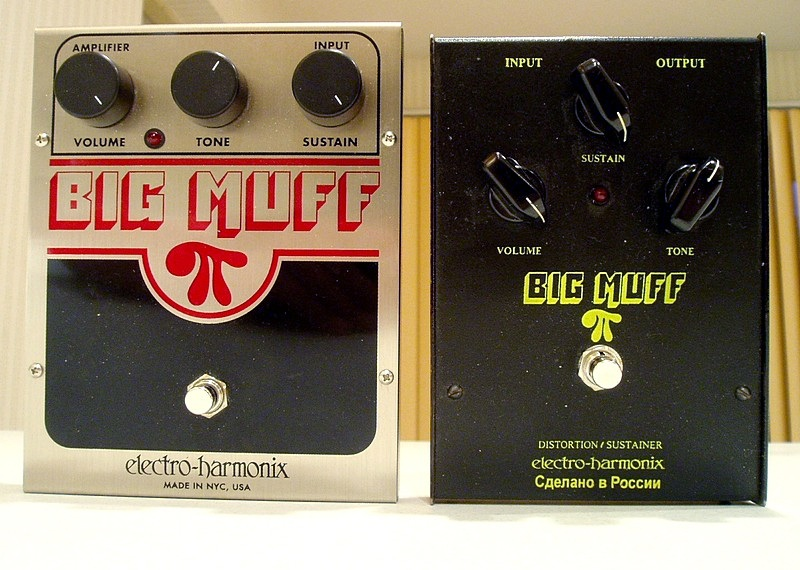
Big Muffs

De Big Muff, voluit "Big Muff π", is een beroemd fuzzpedaal dat geproduceerd werd door Electro-Harmonix vanaf de jaren zeventig. 
Het pedaal wordt voornamelijk gebruikt voor de elektrische gitaar, hoewel hij ook voor andere instrumenten zoals de basgitaar gebruikt wordt. In garagerock en stonerrock wordt dit pedaal vaak gebruikt.
Het pedaal was relatief goedkoop, betrouwbaar en had een bijzonder eigen geluid. Het album Superfuzz Big Muff van Mudhoney is onder andere naar dit pedaal vernoemd.
Het pedaal wordt meestal tot de Fuzz-pedalen gerekend vanwege de mate van vervorming. Volgens onder andere Josh Scott, directeur en ontwerper van JHS Pedals, is de big muff technisch gezien een distortion die als een fuzz klinkt. Een "echte fuzz-box" bevat in zijn opinie een veel eenvoudiger circuit.

## Geschiedenis
Toetsenman Mike Matthews stichtte het effectenbedrijf Electro-Harmonix in 1968. Het eerste pedaal dat gemaakt werd was de LPB1 of Linear Power Booster. Vanaf dan bouwde de innovatieve uitvinder vele unieke en speciale pedalen voor de gitaar. Het bekendste pedaal van het bedrijf is de Big Muff fuzz. Dit pedaal verscheen waarschijnlijk op het einde van 1969, zeker in 1970 voor het eerste. Pas vanaf 1971 werd de Big Muff commercieel verkocht. Jimi Hendrix had het pedaal, gekocht in Manny's Music Store, NY, al vroeger aan zijn voeten liggen. Hij gebruikte dus een prototype voor zijn dood en zou met zijn geluid Matthews geïnspireerd hebben om de Big Muff te maken en verkopen. Mike Matthews zegt dat Muff van "muffled", gedempt komt.
Eerst maakte Mike Matthews de Axis Fuzz, een voorganger van de Big Muff, voor andere bedrijven. In 1967 bouwde hij het pedaal voor Guild, dat het de Foxey Lady noemde. Eerst had de Foxey Lady een circuit met twee transistors in. Later werden dat er vier, zoals de originele Big Muff. Het schema met vier transistors was populairder en er werden er meer van verkocht. De Foxey Lady werd geproduceerd tot in het midden van de jaren zeventig.
De Big Muff was het eerste overweldigende succes van Electro-Harmonix en is sindsdien niet meer weg te denken uit de geschiedenis van het geluid. In 1982 ging het Amerikaanse bedrijf over de kop wegens de zware Japanse concurrentie. Bij de heropstarting van E-H in 1990 in Rusland werd de Big Muff meteen weer op de markt gebracht. In de loop der tijd onderging de Big Muff enkele gedaanteveranderingen.
Bij de eerste Big Muff stonden de drie knoppen driehoekig geordend. Het ontwerp was gebaseerd op siliciumtransistoren. Het geluid was vlot, donker en agressief. De Series II werd uitgebracht in 1973. De knoppen van dit model stonden op een rechte lijn. Het schema werd ook lichtjes aangepast, maar de 4 transistors behouden. De Series III werd gelanceerd in 1977, en was de eerste Big Muff met rood en zwarte print. Het circuit was volledig vernieuwd en gebaseerd op twee chips, waaronder de klassieke RC4558. Het geluid veranderde er drastisch door. De Series IV Deluxe werd uitgebracht begin jaren 80, vlak voor het faillissement. Deze pedaal droeg een compressor mee aan boord en klonk er volledig over.
Begin jaren 2000 waren er twee versies beschikbaar. Er is de goedkopere Russische versie, die huist in een zwarte doos. En er is de Amerikaanse versie, met de originele metalen omhulzing (naar de Series III). Electro-Harmonix moest zich na een handelsconflict echter uit Rusland terugtrekken.

## Broertjes en zusjes
Door de jaren heen werden verschillende modellen van E-H uitgebracht. Enkele daarvan waren nauw verwant met de Big Muff. Zo waren er de Little Muff en de Muff Fuzz. De Little Muff was een variant met twee transistors.
Anno 2018 heeft Electro-Harmonix dat zich inmiddels als EHX profileert meerdere uitvoeringen op de markt. Er zijn de normale “Big Muff pi”, een verkleinde uitvoering daarvan; de “Little Big Muff pi” en de nog kleinere “Nano Big Muff pi” die laatste zit in een nanobehuizing een kleiner standaardformaat voor EHX-pedalen dat EHX eind jaren 2000 introduceerde. Ook kwamen er nieuwe uitvoeringen van populaire Big Muffs die niet meer in productie waren. De “op-amp” Big Muff werd in samenwerking met Billy Corgan in een nanobehuizing heruitgebracht en ook de “Russian Big Muff” en de “Triangle Big Muff” werden in een nanobehuizing gegoten.
Ook zijn er nog andere varianten zoals, de Metal Muff, geschikt voor metal en de Little Big Muff. De Little Big Muff gebruikte hetzelfde schema als de Little Muff, maar de sustain kon niet aangepast worden en er was een tweestandenswitch voorzien om de tone te regelen.
Andere Muff´s zijn nog de Bass Big Muff, geschikt voor basgitaar, Big Muff w/ Tone wicker de Double Muff, waar 2 Muff Fuzz circuits in elkaar zijn te koppelen en de Germanium Big Muff.
Deze laatste gebruikt germanium transistors en bestaat uit een Overdrive en een Distortion kant. Dus eigenlijk 2 effecten in 1.
Ook zijn er varianten van concurrenten op de Big Muff, van zeer goedkoop tot boutique pedalen. De JHS Muffuletta bevat zes populaire Big Muff-circuits waaruit kan worden gekozen.

## Artiesten
- Tony Iommi van Black Sabbath
- Jamie Cook van Arctic Monkeys
- Mogwai: een naar deze band genoemde Big Muff werd zelfs uitgebracht: de Mogwai Big Muff.
- Jack White van The White Stripes
- Dinosaur Jr.
- Mudhoney
- U2
- Muse
- Cliff Burton ex-basgitarist van Metallica
- David Gilmour van Pink Floyd
- The Smashing Pumpkins
- John Frusciante van Red Hot Chili Peppers
- Sonic Youth
- The Black Crowes